# Slingsby T.34 Sky
Dimensions
Le Slingsby Type 34 Sky (Ciel) est un planeur monoplace de haute performance construit au Royaume-Uni. Il a participé avec succès à de grands événements, en particulier les championnats du monde de vol à voile de Madrid en 1952.

## Conception et développement
Le monoplace Slingsby Sky découle du concours International de vol à Voile de 1948 où ont volé des Gull IV de 15 m d'envergure. Cette participation a convaincu Slingsby que pour être compétitif contre des planeurs comme le DFS Weihe allemand, le successeur du Gull devrait avoir une envergure d'au moins 18 m. En conséquence, le Sky était aérodynamiquement identique au Gull IV sauf l'envergure (et donc l'allongement) et la longueur, mais il diffère dans la construction. Il a dominé le concours de 1952 et s'est bien placé dans ceux de 1954 et 1956.
Le Sky est une construction bois utilisant l'épicéa traditionnel pour les parties travaillantes et du contreplaqué de bouleau ailleurs. Son aile garde une corde constante sur plus de 30 % de l'envergure, puis s’affine au bord d'attaque et au bord de fuite jusqu'à un bout d'aile arrondi. L'augmentation de 20 % de l'envergure du Gull IV a été réalisée avec deux nervures supplémentaires dans la partie centrale et une augmentation de 5 cm de la nervure de séparation extérieure. Le Sky a été conçu pour répondre aux exigences « semi-acrobatiques » ce qui, ajouté à un allongement de 18,7, élevé pour l'époque, a nécessité un longeron à simple caisson de 15 cm de largeur au maximum. Son poids représente 25 % de celui de l'ensemble du planeur. L'aile en avant de ce longeron, positionné à 30 % de la corde est coffrée en contreplaqué et forme caisson de torsion. 
En arrière du longeron, l'aile est entoilée. Les ailerons sont fractionnés pour permettre la flexion de l'aile. Les aérofreins montés sur les longerons sont formés de deux palettes aérodynamiquement équilibrées : le panneau de l'intrados s'ouvre dans le flux d'air et le panneau de l'extrados contre lui. Il n'y avait pas de volets.
Le cockpit du Sky est de la conception habituelle chez Slingsby et construit avec les mêmes gabarits que ceux utilisés sur le Gull IV et le Kite II, avec une verrière en plexiglas en une seule pièce articulée sur le côté droit. Il est placé immédiatement en avant du bord d'attaque de l'aile et du pylône sur lequel l'aile est montée. Derrière le poste de pilotage le fuselage est une structure semi-monocoque, avec un revêtement travaillant en contre-plaqué de 1.6 mm cintré sur des cadres légers positionnés par trois lisses longitudinales. Il y a un renforcement supplémentaire autour du puits de roue. Le train d’atterrissage est complété par un patin en frêne en avant de la roue. Le frein de roue agit en fin de course de la commande d'aérofreins. Pour gagner le poids de la roue fixe, un essieu largable à deux roues  (traditionnellement appelé B.O. sur les terrains français) peut être utilisé pour le décollage. Un autre patin à l'arrière protège le fuselage. La queue de l'appareil a d'abord été identique à celle du Gull IV : la profondeur avec un bord d'attaque coffré en contreplaqué et le bord de fuite entoilé est montée à l'avant de la dérive coffrée, de sorte que la charnière de la gouverne de direction est alignée avec le bord de fuite du volet de profondeur. Les plus récents portent des compensateurs.
Le Sky a fait son premier vol en septembre 1950. Des essais ont conduit à la modification du centrage et au remplacement de la gouverne de direction du Gull IV par une gouverne équilibrés aérodynamiquement et avec une corde agrandie. Les aérofreins ont également vu leur surface agrandie et leur tringlerie améliorée pour que le Sky n'excède pas sa vitesse maximum en piqué, et faciliter la fermeture des freins aux vitesses élevées.
Slingsby conçut une version améliorée du Sky, appelé 34B Sky 2 pour le championnat du monde 1954, mais ne l'a pas construit. Le Sky 2 aurait eu des ailes à profil laminaire avec des bouts d'aile et de nouveaux empennages plus carrés.

## Historique opérationnel
Le prototype du Sky a été l'une des attractions du Festival de la Grande-Bretagne, en mai 1951.
Les deux premiers Skys connurent un succès immédiat en 1951 aux championnats anglais à Camphill, Derbyshire, avec la première et la deuxième place. Plus importante fut leur domination du Championnat du monde de vol à voile qui eut lieu l'année suivante à Madrid en Espagne. Huit Sky étaient engagés, cinq par l'équipe Britannique, deux par l'Argentine et un par les Pays-Bas. Un Sky Britannique a été contraint à l'abandon après la première journée, mais au classement final les sept autres Sky étaient dans les quatorze premiers sur trente-neuf participants, et ont enlevé les premières, troisièmes et quatrièmes places. Le Sky a continué de bien faire plus tard dans le Championnat, avec la deuxième place en 1954 et 1956.
Un Sky Suisse a survolé les Alpes, de Berne à Béziers en France en 1955 piloté par Hans Nietlispach, soit une distance de 536,2 km (333,1792331504 mi) ce qui reste le record Suisse de distance en ligne droite.

## Survivants
Seize Sky ont été construits; cinq volent encore au Royaume Uni et un aux Pays-Bas; trois autres sont en cours de restauration et l'un d'eux, (HB-561) le détenteur du record Suisse, devrait revoler en 2011 dans sa décoration d'origine de 1955. Un Sky (EC-RAT) est en exposition statique au Museo del Aire (Espagne).

## Variantes
T. 34A Sky 1
Seize planeurs construit pour les championnats du monde de vol à voile de la fin des années 1940 et du début des années 1950.
T. 34B Sky 2
Conçu pour les Championnats du Monde de 1954, le Sky 2 était muni de profils NACA 5 avec des bouts d'aile carrés et de nouveaux empennages, mais il n'a pas été construit.